# Jean-Pierre Mas
Jean-Pierre Mas (Rià i Cirac, el Conflent; 22 d'octubre del 1948) és un músic nord-català.
Ha destacat com a compositor de jazz i és autor de molts discos i bandes sonores de pel·lícules.
Creà el tema Ovalie, com a himne per a la Copa del Món de Rugbi del 2007 que es disputà a França.
Va rebre les seves primeres lliçons de piano a l'edat de cinc anys a Prada. En aquesta vila va conèixer Pau Casals que li donà alguna lliçó. Als deu anys tocava en una orquestra de ball els caps de setmana i durant les vacances. El 1968, amb vint anys, marxà a viure a París, on entrà en contacte amb altres músics i on va tocar per primera vegada bebop.
A mitjans dels anys setanta va tocar amb Cesarius Alvim a Rue de Lourmel i altres àlbums en duo, complementats en part per Daniel Humair; El 1981 va seguir un últim àlbum conjunt amb instruments de vent. Des de la dècada de 1980 es concentrà en la seva tasca com a compositor de cinema, que havia començat l'any 1973.

## Filmografia (selecció)
- 1975: Le malin plaisir (El plaer maligne): Director: Bernard Toublanc-Michel
- 1977: Perquè no! – Director: Coline Serreau
- 1981: Un assassin qui passe (Un assassí que passa)
- 1982: La Côte d'amour (La costa de l'amor)
- 1983: Un dimanche de flic (Un diumenge de policia)
- 1985: Spécial police (Policia especial)
- 1987: Flag
- 1988: La petite amie (Núvia)
- 1995: La femme dangereuse (La dona perillosa)
- 1997: Mon amour (Amor meu)
- 1999: Pepe Carvalho; La solitude du manager (La soledat del gerent)
- 2000–2004: Inspector Moulin (sèrie de televisió, quatre episodis)
- 2005: Dunia (Directora: Jocelyne Saab)
- 2005: Edouard VIII d'Angleterre (Eduard III d'Anglaterra)
- 2008: Pandora'nin kutusu (La caixa de Pandora) – Directora: Yeşim Ustaoğlu